# Sesław
Sesław (bułg. Сеслав) – wieś w Bułgarii, w obwodzie Razgrad, w gminie Kubrat. W 2023 roku liczyła 788 mieszkańców.